# Хронологія світових рекордів з легкої атлетики в приміщенні – Потрійний стрибок (чоловіки)
Світові рекорди з потрійного стрибку в приміщенні визнаються Світовою легкою атлетикою з-поміж результатів, показаних легкоатлетами в приміщенні, за умови дотримання встановлених вимог.
Світові рекорди з потрійного стрибку в приміщенні фіксуються з 1987.

## Хронологія рекордів
| Результат                             | Атлет            | Місто         | Дата       | Примітки    |
| ------------------------------------- | ---------------- | ------------- | ---------- | ----------- |
| 17,76                                 | Майк Конлі       | Нью-Йорк      | 27.02.1987 |             |
| 17,77                                 | Леонід Волошин   | Гренобль      | 06.02.1994 |             |
| 17,83                                 | Альєсер Уррутія  | Зіндельфінген | 01.03.1997 |             |
| 17,83                                 | Християн Ульссон | Будапешт      | 07.03.2004 |             |
| 17,90                                 | Тедді Тамго      | Доха          | 14.03.2010 |             |
| 17,91                                 | Тедді Тамго (2)  | Об'єр         | 20.02.2011 |             |
| 17,92                                 | Тедді Тамго (3)  | Париж         | 06.03.2011 | [ 1 ]       |
| 17,92                                 | Тедді Тамго (4)  | Париж         | 06.03.2011 |             |
| 18,07                                 | Уг Фабріс Занго  | Об'єр         | 16.01.2021 | [ 2 ] [ 3 ] |
| 4 роки, 67 днів від дати встановлення |                  |               |            |             |